# Eurostar (casă de discuri)
Eurostar este o casă de discuri din România, înființată la București în 1990.

## Istoric
Eurostar se recomandă drept „prima firmă particulară în domeniul muzical înființată după revoluție”. În primii ani, a produs discuri de vinil și casete audio cu imprimări cumpărate din țară sau din străinătate. În 1992, a fost deschis un studio de înregistrare propriu și astfel au apărut primele materiale originale produse aici. Eurostar a jucat un rol important pe piața de muzică populară românească.
Cu timpul, casa de discuri a adoptat imprimarea pe casetă video, CD și DVD, renunțând la discul de vinil. Catalogul Eurostar conține peste 700 de apariții, atât muzicale (în genurile muzică populară, world music, pop, jazz, muzică cultă ori coloane sonore), cât și discuri cu povești.

## Muzicieni

### Muzică populară
- Maria Ciobanu
- Ion Dolănescu
- Ionuț Dolănescu
- Irina Loghin
- Gheorghe Roșoga

### Muzica petrecere
- Albatros
- Azur
- Generic
- Odeon